# Eugène Dumont de Chassart
Pour les articles homonymes, voir Dumont et Chassart (homonymie).
Pour les autres membres de la famille, voir Famille Dumont de Chassart.
Eugène Dumont (anobli en Dumont de Chassart à partir de 1908), né le 7 janvier 1840 à Saint-Amand (Fleurus) (Belgique) et décédé le 17 février 1908 au château de Cognée à Marbais, fut un homme politique catholique belge.

## Éléments de biographie
Fils de Auguste Dumont (1794-1876), industriel (Établissements de Chassart), et d'Eugénie de Fernelmont (1800-1853), et frère d'Edmond Dumont (1828-1892), évêque de Tournai de 1873 à 1879, Eugène fut industriel et agriculteur ; président de la Société centrale d'Agriculture de Belgique (1904).
Il fut élu conseiller communal (1881), échevin (1882-1889) et bourgmestre de Marbais (1890-1908), député (1884-1892) et sénateur provincial du Brabant en suppléance de Jules de Burlet (1896-1900), puis élu de Nivelles (1900-1908).
Il fut créé officier de l'Ordre de Léopold et de la Légion d'honneur. Eugène Dumont de Chassart ne contracta pas mariage.

## Sources
- Bio sur ODIS

- Ressource relative à plusieurs domaines :   - ODIS